# Olle med värs
Olle med värs, även känd som Jag ock min bror, var en tidig svensk tecknad dagspresserie skapad av Nils Ringström och publicerad i Svenska Dagbladet på 1920-talet. Serien var originell såtillvida att den var skriven och tecknad i ett slags "dagboksform", där Ringström imiterade ett barns sätt att skriva och rita.
 Artikeln var, i den version den hade den 31 januari 2006, helt eller delvis hämtad från Seriewikin (hos Seriefrämjandet): Olle med värs